# The 30th Anniversary Concert Celebration
The 30th Anniversary Concert Celebration è un album doppio con la registrazione di un concerto musicale in onore di Bob Dylan. È stato distribuito dalla Columbia Records il 24 agosto 1993.

## Descrizione
La registrazione del concerto è avvenuta il 16 ottobre dell'anno precedente al Madison Square Garden di New York City come momento celebrativo del trentesimo anniversario di attività artistica di Dylan. Del concerto è stata distribuita, oltre a quella in CD, anche una versione in VHS, e successivamente in DVD e Blu-ray.
Allo spettacolo hanno partecipato numerosi tra i principali artisti della musica rock statunitense e britannica - già collaboratori dell'artista di Duluth - che salutavano con la loro presenza e con l'esecuzione di cover dei classici dilanyani la carriera del cantante.
Solo verso la fine del concerto - la cui direzione artistica era affidata a G. E. Smith, già direttore musicale del Saturday Night Live - Dylan era salito sul palco per eseguire un paio di brani in forma acustica ed un paio in compagnia della big band schierata al gran completo (fra cui la versione rock di uno dei suoi hit del periodo folk del 1964, My Back Pages  - contenuto nell'album Another Side of Bob Dylan - che vedeva come interpreti nel cantare una strofa ciascuno Roger McGuinn, George Harrison, Tom Petty, Neil Young ed Eric Clapton).
Il gruppo di musicisti che dava vita al concerto era composto, fra gli altri (per un elenco completo dei musicisti presenti vedi la sezione Personale), da: Booker T. & the M.G.'s, con Booker T. Jones all'organo, Donald Dunn al basso e Steve Cropper alla chitarra elettrica, oltre ad Anton Fig e Jim Keltner alla batteria.
The 30th Anniversary Concert Celebration, che ha raggiunto la quarantesima posizione nelle classifiche di vendita in USA conquistando un disco d'oro, è stato distribuito appena prima del suo secondo disco folk registrato in studio nello stesso 1993, World Gone Wrong.
Lo spettacolo al Madison Square Garden è stato salutato con il termine "Bobfest" da Neil Young al momento della sua interpretazione di All Along the Watchtower.

## Tracce
- Tutti i brani sono stati scritti da Bob Dylan.

### Disco 1
1. John Cougar Mellencamp – Like a Rolling Stone – 6:53
2. John Cougar Mellencamp – Leopard-Skin Pill-Box Hat – 4:20
3. Presentazione di Kris Kristofferson – 0:55
4. Stevie Wonder – Blowin' in the Wind – 8:53
5. Lou Reed – Foot of Pride – 8:47
6. Eddie Vedder e Mike McCready – Masters of War – 5:06
7. Tracy Chapman – The Times They Are A-Changin' – 3:01
8. June Carter Cash e Johnny Cash – It Ain't Me Babe – 3:50
9. Willie Nelson – What Was It You Wanted? – 5:47
10. Kris Kristofferson – I'll Be Your Baby Tonight – 3:04
11. Johnny Winter – Highway 61 Revisited – 5:05
12. Ronnie Wood – Seven Days – 5:26
13. Richie Havens – Just Like a Woman – 5:50
14. The Clancy Brothers e Robbie O'Connell – When the Ship Comes In (Ospite: Tommy Makem) – 4:23
15. Mary Chapin Carpenter, Rosanne Cash e Shawn Colvin – You Ain't Going Nowhere – 3:52

### Disco 2
1. Neil Young – Just Like Tom Thumb's Blues – 5:38
2. Neil Young – All Along the Watchtower – 6:20
3. Chrissie Hynde – I Shall Be Released – 4:26
4. Eric Clapton – Don't Think Twice, It's All Right – 6:09
5. O'Jays – Emotionally Yours – 5:43
6. The Band – When I Paint My Masterpiece – 4:23
7. Absolutely Sweet Marie – 4:43
8. Tom Petty & the Heartbreakers – License to Kill – 4:52
9. Tom Petty & the Heartbreakers – Rainy Day Women#12 & 35 – 4:44
10. Roger McGuinn con Tom Petty & the Heartbreakers – Mr. Tambourine Man – 4:10
11. Bob Dylan – It's Alright, Ma (I'm Only Bleeding) – 6:21
12. Bob Dylan, Roger McGuinn, Tom Petty, Neil Young, Eric Clapton, George Harrison – My Back Pages – 4:39
13. Tutti gli artisti – Knockin' on Heaven's Door – 5:38
14. Bob Dylan – Girl from the North Country – 5:12

## Formazione
- The Band
- Jerry Barnes
- Katreese Barnes
- Richard Bell
- Mike Campbell
- Mary Chapin Carpenter
- John Cascella
- Johnny Cash
- June Carter Cash
- Rosanne Cash
- Tracy Chapman
- The Clancy Brothers
- Bobby Clancy
- Liam Clancy
- Paddy Clancy
- Eric Clapton
- Leotis Clyburn
- Dennis Collins
- Shawn Colvin
- Steve Cropper
- Sheryl Crow
- Rick Danko
- Don DeVito
- Donald Dunn
- Bob Dylan
- Howie Epstein
- Ron Fair
- Anton Fig
- Lisa Germano
- Nanci Griffith e Carolyn Hester (presenti nel VHS ma non nella versione in CD)
- David Grissom
- George Harrison
- Richie Havens
- Levon Helm
- Cissy Houston
- Garth Hudson
- Chrissie Hynde
- Darryl Keith John
- Booker T. Jones III
- Jim Keltner
- Brenda King
- Curtis King
- Al Kooper
- Kris Kristofferson
- Eddie LeVert
- Tommy Makem
- Kerry Marx
- Mike McCready
- Roger McGuinn
- Sue Medley
- John Mellencamp
- Willie Nelson
- Robbie O'Connell
- Christine Ohlman
- The O'Jays
- Pat Peterson
- Tom Petty & the Heartbreakers
- Mickey Raphael
- Lou Reed
- Jeff Rosen
- G.E. Smith
- Sam Strain
- Benmont Tench
- David Thoener
- Eddie Vedder
- Kevin Wall (produttore esecutivo)
- Mike Wanchic
- Don Was
- Jim Weider
- David Wild  (autore Liner Notes)
- Walter Williams
- Johnny Winter
- Stevie Wonder
- Ronnie Wood
- Neil Young
- Reggie Young
- Lou Volpano (Contract Management)